# روما: الحرب الشاملة
روما: الحرب الشاملة (بالإنجليزية: Rome: Total War)‏ هي لعبة فيديو عسكرية إستراتيجية من تصميم شركة ذا كريتيف أسمبلي وتم إنتاج اللعبة في 22 سبتمبر بواسطة أكتيفجن، بينما قامت شركة أو إس 10 في نسخة سنة 2010 وقامت شركة فيرال إنتراكتف بإنتاجها في 5 فبراير 2010، وتم إطلاق جزء جديد من قبل سلسلة ألعاب الحرب الشاملة وهي الحرب الشاملة: روما 2.
تبدأ أحداث هذه اللعبة أثناء عصر الجمهورية الرومانية وثم تنتهي بعد وفاة أغسطس (270 ق م-14 بعد الميلاد) مع قابلية اختيار العائلات المالكة من 3 عائلات، تضم اللعبة تكتيكات حربية حقيقية مع استراتيجية تناوب الأدوار، وتضم اللعبة أماكن في أوروبا وشمال أفريقيا وشرق أدنى ويدير كل لاعب جيش وحكومة دبلوماسية، ويقوم بإدارة الشؤون العامة من مشاكل الضرائب والمعارك الملحمية، وعقد تحالفات بين المدن الأخرى.

## وصلات خارجية
- روما: الحرب الشاملة على موقع IMDb (الإنجليزية)
- Rome: Total War at فيرال إنتراكتيف
- Rome: Total War على مشروع الدليل المفتوح
- قالب:Metacritic video game